# アフリカ大空輸
『アフリカ大空輸』（アフリカだいくうゆ、The Hell with Heroes）は、1968年に公開されたアメリカ合衆国のドラマ映画。監督はジョセフ・サージェント。出演はロッド・テイラーなど。

## キャスト
| 役名                 | 俳優                         | 日本語吹替                        | 日本語吹替                                                                     |
| 役名                 | 俳優                         | TBS版                             | テレビ朝日版                                                                   |
| -------------------- | ---------------------------- | --------------------------------- | ------------------------------------------------------------------------------ |
| バーニー・マッケイ   | ロッド・テイラー             | 浦野光                            | 近藤洋介                                                                       |
| エレナ               | クラウディア・カルディナーレ | 小原乃梨子                        | 小原乃梨子                                                                     |
| リー・ハリス         | ハリー・ガーディノ           |                                   | 羽佐間道夫                                                                     |
| ウィルソン           | ケヴィン・マッカーシー       |                                   | 森川公也                                                                       |
| マイク・ブリューワー | ピート・デュエル             |                                   | 池田秀一                                                                       |
| アル・ポーランド     | ウィリアム・マーシャル       |                                   | 小林清志                                                                       |
| ペッパー             | ドン・ナイト                 |                                   | 伊武雅刀                                                                       |
| ポル・ギルベール     | マイケル・シロ               |                                   | 緑川稔                                                                         |
| ウィロビー           | ロバート・ユーロー           |                                   | 政宗一成                                                                       |
| ジャミラ             | ターニャ・レマニ             |                                   | 吉田理保子                                                                     |
| シャンソン           | メエ・マーサー               |                                   | 矢野陽子                                                                       |
| 不明 その他          |                              |                                   | 村松康雄 仲木隆司 幹本雄之 徳丸完 中沢佳二 熊谷誠二 岩田光央 松田辰也 難波克弘 |
|                      |                              |                                   |                                                                                |
| 演出                 | 演出                         |                                   | 左近允洋                                                                       |
| 翻訳                 | 翻訳                         |                                   | 宇津木道子                                                                     |
| 効果                 | 効果                         |                                   | PAG                                                                            |
| 調整                 | 調整                         |                                   | 栗林秀年                                                                       |
| 制作                 | 制作                         |                                   | グロービジョン                                                                 |
| 解説                 | 解説                         |                                   | 淀川長治                                                                       |
| 初回放送             | 初回放送                     | 1972年7月3日 『月曜ロードショー』 | 1979年9月9日 『日曜洋画劇場』                                                  |

## スタッフ
- 監督：ジョセフ・サージェント
- 製作：スタンリー・チェイス
- 原案：ハロルド・リヴィングストン
- 脚本：ハルステッド・ウェルズ、ハロルド・リヴィングストン
- 撮影：バッド・サッカリー
- 音楽：クインシー・ジョーンズ

日本語版
※テレビ朝日版
- 演出：左近允洋
- 翻訳：宇津木道子
- 調整：栗林秀年
- 効果：PAG
- 選曲：東上別符精
- 制作：グロービジョン